# Hines Interests Limited Partnership

Logo von Hines

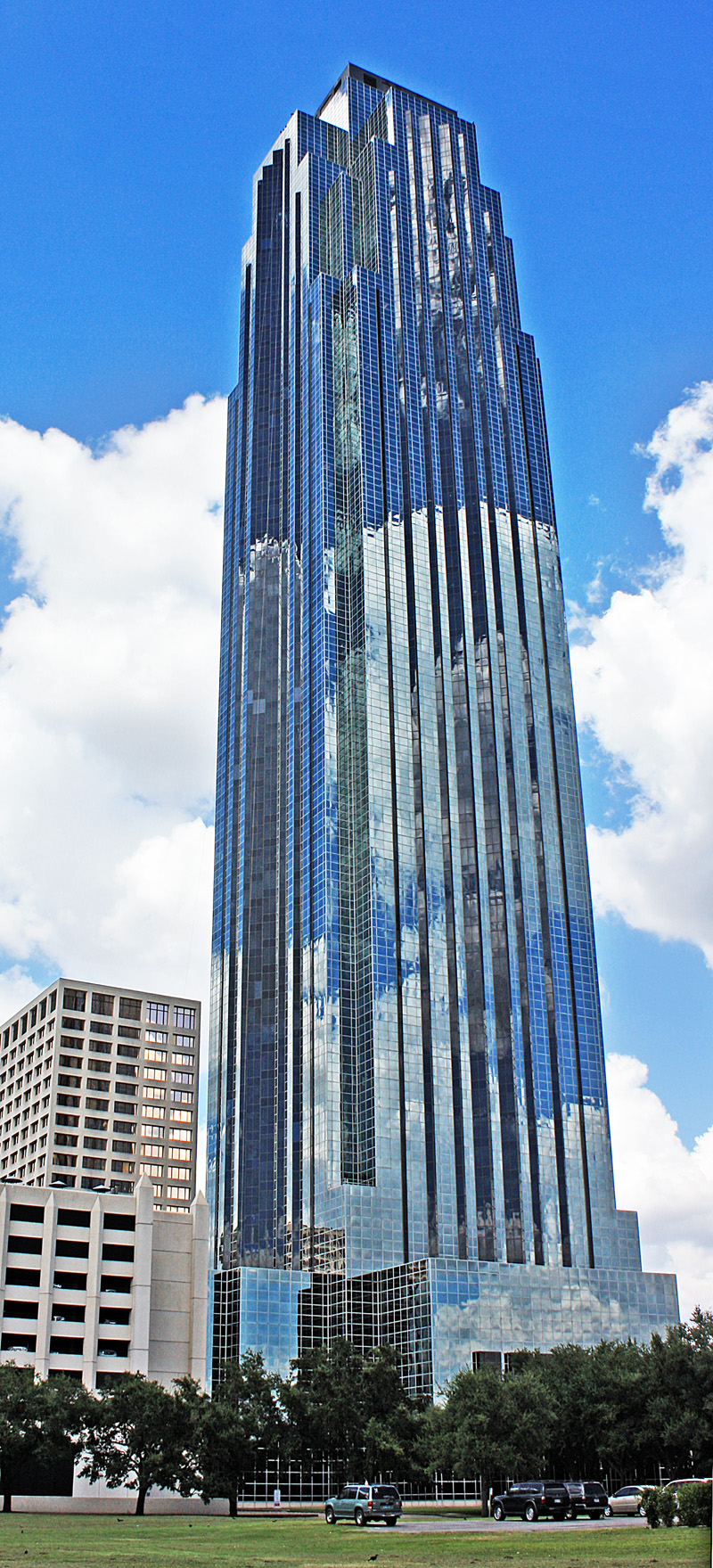
Sitz des Unternehmens im Williams Tower

Hines Interests Limited Partnership ist ein internationaler Immobilienkonzern, gegründet 1957. Hines beschäftigt ca. 4.320 Mitarbeiter weltweit und verwaltet ca. 66,5 Mrd. US$ als Investment Manager und 54,1 Mrd. US$ als Property Manager. Jeffrey C. Hines ist Chairman und CEO, Firmengründer war Gerald D. Hines. Bis zum 19. August 2022 befand sich das Hauptquartier im Williams Tower in Houston, ehe sich der Umzug in den Texas Tower vollzog, der seither als neuer Standort dient.
Der Schwerpunkt liegt auf Premium-Bürogebäuden.

## Tätigkeit in Deutschland
Hines Germany wurde 1991 gegründet. Hines verfügt über Büros in Berlin (Hauptquartier), München, Düsseldorf, Stuttgart und Frankfurt am Main. Darüber hinaus sind Mitarbeiter an den Standorten Hamburg und Erfurt tätig.
In Berlin hat Hines das Einkaufszentrum „die mitte“ am Alexanderplatz errichtet und kurz nach Eröffnung 2009 an eine Immobilientochter der Commerzbank verkauft.
Hines und der US-amerikanische Architekt Frank Gehry planen am Alexanderplatz in Berlin ein 150 Meter hohes Wohnhochhaus. Der Baubeginn war für Anfang 2015 geplant, die Fertigstellung für 2017. Im Mai 2014 wurde bekannt, dass das Bebauungsplanverfahren seit August 2013 unterbrochen ist, weil zu befürchten ist, dass der Bau des Wolkenkratzers den Tunnel der U-Bahn-Linie 5 beschädigen könnte.
In Berlin erbaute Hines Germany in der Schöneberger Linse mit dem Stadtquartier Südkreuz das erste eigene Wohnbauprojekt in Deutschland. Bis Herbst 2020 entwickelte Hines auf insgesamt 21.430 m² Grundstücksfläche 664 Wohneinheiten für rund 1.200 Menschen. Realisiert wurden neben 335 frei finanzierten Mietwohnungen auch 213 Mikroapartments für Studenten sowie 116 Einheiten sozial geförderten Wohnraums. Das Bauunternehmen Züblin war für die Errichtung verantwortlich.
Im März 2023 gibt der "IM Immobilienmanager" der Rudolf Müller Mediengruppe bekannt, dass "Hines hat eine zentral in Köln gelegene Büroimmobilie mit rund 16.000 Quadratmetern Mietfläche von Generali gekauft hat" und dass "die beiden am Sachsenring 91 erworbenen Gebäude im Rahmen eines umfassenden Sanierungsplans zu nachhaltigen Büroimmobilien umgebaut werden sollen". Der vom Architekten Egon Eiermann geprägte Bestand soll in weiten Teilen erhalten bleiben". Die beiden bis dahin leerstehenden Gebäude sind Nachbarn des "Victoria-Ensembles in Köln" und werden als "Panther & Leon" beworben.